# Покосное (Иркутская область)
Поко́сное — село в Братском районе Иркутской области России. Административный центр Покоснинского сельского поселения.

## География
Находится на правом берегу реки Бады при впадении в неё реки Сергитуй, в 70 км к юго-юго-западу от районного центра, города Братска, на высоте 413 метров над уровнем моря. Через село проходит автодорога Р419, входящая в магистраль А331 «Вилюй».

## Население
| 2002 | 2010  | 2011  | 2012  |
| ---- | ----- | ----- | ----- |
| 3193 | ↘2998 | ↘2983 | ↘2944 |

По данным Всероссийской переписи, в 2010 году численность населения села составляла 2998 человек (1462 мужчины и 1536 женщин).

## Экономика
В селе расположен Бадинский комплексный леспромхоз. На октябрь 2015 года — банкрот.

## Инфраструктура
Дом культуры, средняя общеобразовательная школа, детский сад, почтовое отделение, филиал Братской ЦРБ (участковая больница).
В 1996—1999 годах был возведён православный храм в честь Иверской иконы Божией Матери. 6 января 1996 года состоялось освящение церкви.

## Улицы
Уличная сеть села состоит из 43 улиц и 4 переулков.